# Corseaux
Corseaux – miejscowość i gmina (commune) w zachodniej Szwajcarii, w kantonie Vaud, w okręgu (district) Riviera-Pays-d’Enhaut. Leży nad Jeziorem Genewskim.

## Demografia
W Corseaux mieszkają 2303 osoby. W 2021 roku 26,5% populacji gminy stanowiły osoby urodzone poza Szwajcarią.

## Transport
Przez teren gminy przebiegają drogi główne nr 9, nr 12 i nr 140. 